# ألان فان رانكين
ألان فان رانكين (بالإسبانية: Allan van Rankin)‏ (4 أكتوبر 1987 بمدينة مكسيكو في المكسيك - ) هو لاعب كرة قدم مكسيكي في مركز حراسة المرمى. لعب مع أتلانتي إف سي.

## وصلات خارجية
- ألان فان رانكين على موقع قاعدة بيانات كرة القدم.إي يو (الإنجليزية)